# 浜川崎駅

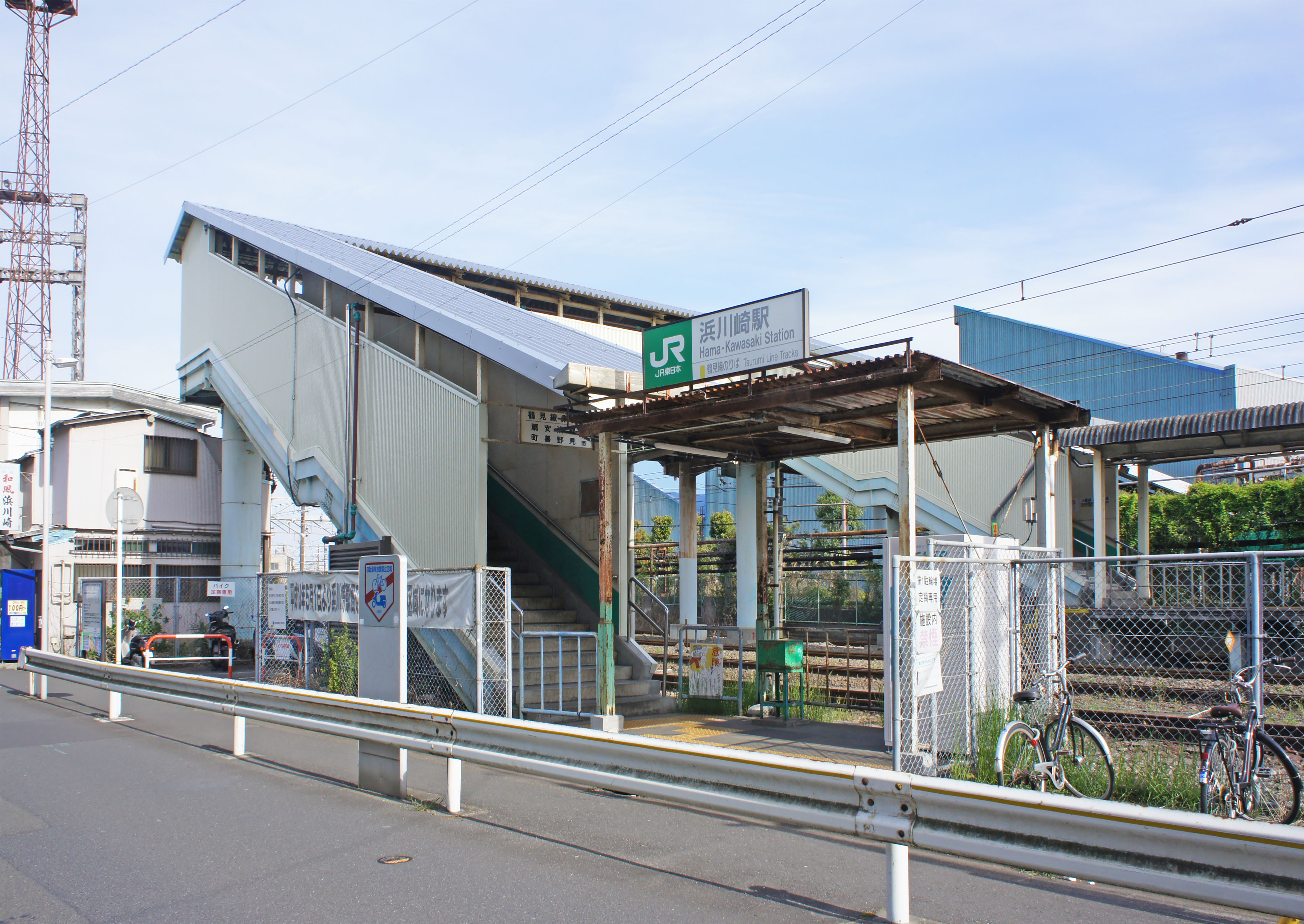
鶴見線駅入口（2022年4月）

浜川崎駅（はまかわさきえき）は、神奈川県川崎市川崎区にある、東日本旅客鉄道（JR東日本）・日本貨物鉄道（JR貨物）の駅である。

## 路線
東海道本線（貨物支線）・鶴見線・南武線（浜川崎支線、旅客案内では「南武支線」）の3路線が乗り入れており、このうち東海道本線を当駅の所属線としている。但し旅客営業を行っているのは南武線と鶴見線のみであり、両路線の乗換駅となっている。当駅は川崎市内にあるが、特定都区市内制度における「横浜市内の駅」として扱われる。駅番号は鶴見線がJI 08、南武支線がJN 54。
東京貨物ターミナル駅方面へ通じる東海道本線支線は貨物列車のみが通過する。この東海道本線支線は南武線浜川崎支線と合わせて東海道貨物線を構成しており、2路線の相互間は当駅に停車せずに直通運転ができる構造になっている。

## 歴史
- 1918年（大正7年）5月1日：鉄道院東海道本線貨物支線（この時点では川崎 - 浜川崎間の盲腸線だった）の終着貨物駅として浜川崎駅が開設[1][2]。
- 1926年（大正15年）3月10日：鶴見臨港鉄道の貨物駅として浜川崎駅が開設[1][3]。
- 1929年（昭和4年）3月14日：鶴見臨港鉄道の貨物駅として渡田駅が開設[3]。
- 1930年（昭和5年）3月25日：南武鉄道の貨物駅として新浜川崎駅、浜川崎駅が開設[4][1][5]。
  - 4月10日：新浜川崎間の旅客営業を開始[5]。
  - 10月28日：渡田駅の旅客営業を開始[3]。
- 1943年（昭和18年）7月1日：鶴見臨港鉄道が国有化、路線は鶴見線となる[6]。渡田駅を浜川崎駅に統合し鶴見線ホームとし、浜川崎駅の旅客営業を開始[3]。
- 1944年（昭和19年）4月1日：南武鉄道が国有化、路線は南武線となる[7]。新浜川崎駅を浜川崎駅に統合し南武線ホームとする。
- 1951年（昭和26年）10月12日：一般車扱貨物取扱廃止[8]。
- 1960年代には、ベトナム戦争の米軍用燃料を立川基地、横田基地に輸送する起点駅だった。
- 1971年（昭和46年）3月1日：鶴見線改札を無人化[6][9]。
- 1987年（昭和62年）4月1日：国鉄分割民営化により、東日本旅客鉄道（JR東日本）・日本貨物鉄道（JR貨物）の駅となる[6][7]。東海道貨物線品川 - 当駅 - 鶴見間が品川 - 浜松町 - 当駅と鶴見 - 八丁畷に整理される。
- 1993年（平成5年）：南武線改札を無人化。
- 2002年（平成14年）3月22日：Suica供用開始[10]。
- 2022年（令和4年）2月28日：自動券売機の営業終了[11]。

当駅は南武線の前身が南武鉄道、鶴見線の前身が鶴見臨港鉄道と別の鉄道会社として開業し、それぞれが戦時買収で国鉄に編入された経緯により駅舎が離れている。南武鉄道の新浜川崎駅は、国有化時に乗換の便を図るため、鶴見臨港鉄道の浜川崎駅との距離が近くなるよう移設された。

## 旅客駅
どちらの旅客駅も無人駅で、南武線側は尻手駅、鶴見線側は鶴見線オフィスが管理している。前述の歴史的経緯から南武線と鶴見線の駅舎は道路を挟んで離れているため、当駅で乗り換える旅客は一度改札を出なければならない。双方の駅の改札に入場・出場用の簡易Suica改札機が設置されているが、ICカードを使用して当駅で乗り換える乗客は、当駅の簡易Suica改札機に触れずに乗り換える必要がある。
両路線はいずれも島式ホーム1面2線を有する地上駅で、南武線側に1・2番線、鶴見線側に3・4番線の番号が振られている。
鶴見線の駅には跨線橋（階段のみ）があり、内部に改札がある橋上駅になっている。跨線橋を北側に渡ると一般道・南武線に通じる出入口がある。跨線橋南側にはJFEスチール東日本製鉄所専用出入口も設けられている。
南武線は鶴見線に直交する形で駅が設けられている。1番線側はホームから離れた場所に川崎新町方面とJR貨物浜川崎駅構内・鶴見線扇町方面とを結ぶ連絡線が通っており柵が設けられている。列車が停車する2番線は、終端部が車止めが設置されている頭端式になっており、その先に改札口が設けられている。南武線の駅出入口は階段のほかにスロープが設けられ、バリアフリー化が図られている。
トイレは南武線側改札口を入って左手に男女共用水洗式トイレが設置されているが、鶴見線側には設置されていないため、鶴見線を利用する乗客も南武線側のトイレを利用しなければならない。
南武線側のホームを南渡田地区に近接する操車場へ移転し、鶴見線側に統合する計画が検討されている。

### のりば
| 番線         | 路線   | 方向 | 行先           |
| ------------ | ------ | ---- | -------------- |
| 南武線ホーム |        |      |                |
| 2            | 南武線 | 下り | 尻手方面       |
| 鶴見線ホーム |        |      |                |
| 3            | 鶴見線 | 下り | 昭和・扇町方面 |
| 4            | 鶴見線 | 上り | 国道・鶴見方面 |

（出典：JR東日本:駅構内図）
- 1番線は線路がホームに面して敷設されておらず、柵で封鎖されている。
  - 川崎新町駅が拡張される前は1番線が存在し、朝ラッシュ時に17m車2両編成2本が続行運転していた。
- 鶴見線は多くの列車が当駅で鶴見方面に折り返す。特に、昼間帯の扇町方面へ向かう電車は非常に少ない。当駅折返し列車は3番線で乗客を降ろした後、扇町方に引き上げて本線上で折返し、改めて4番線に入線する。
- 南武線・東海道貨物線と鶴見線の線路は当駅の昭和駅寄りで繋がっており、当駅を発着または通過する貨物列車と、当駅経由で川崎統括センター鶴見線オフィスから南武支線経由で鎌倉車両センター中原支所に入庫・出庫する回送列車が通過する。

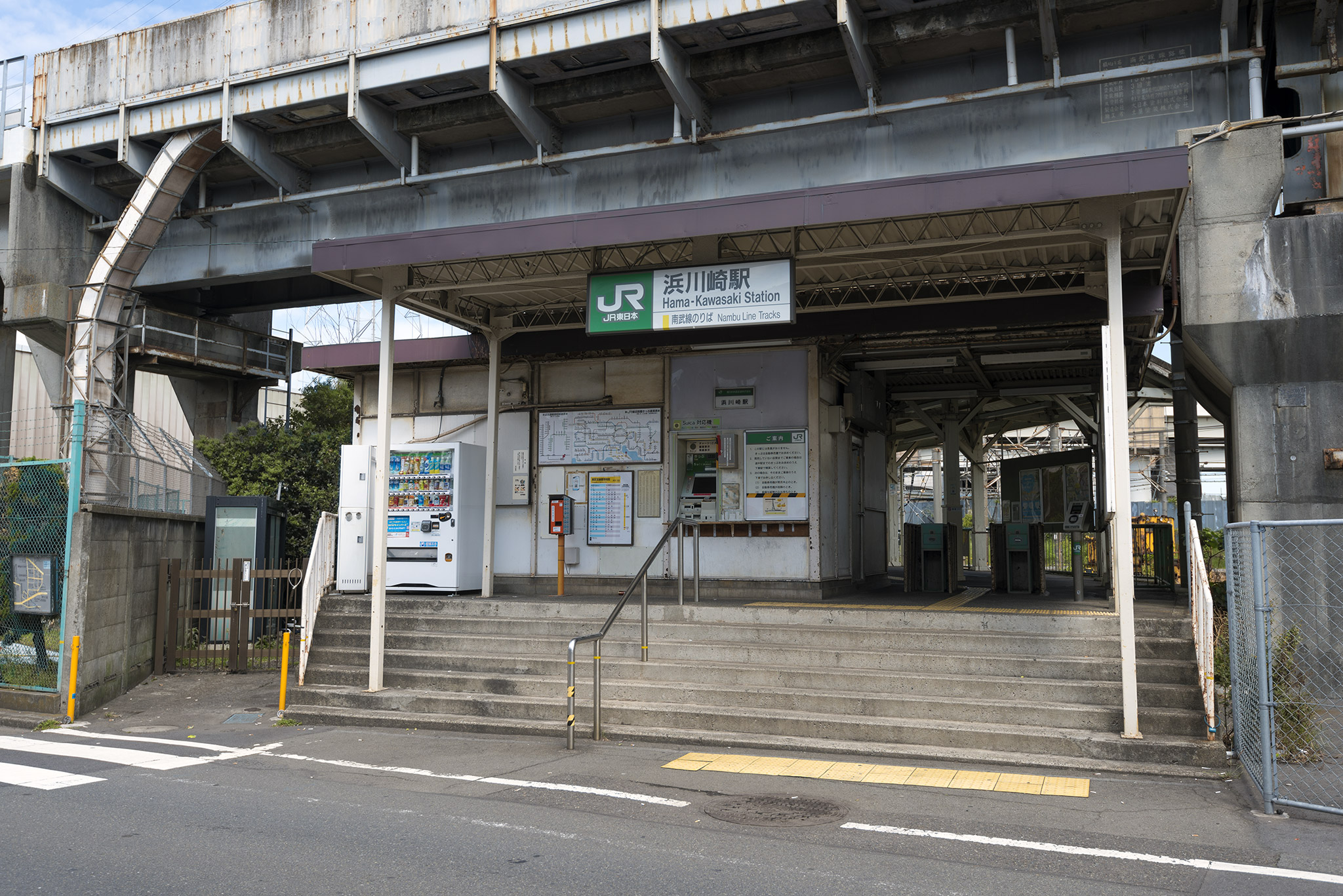
駅名標リニューアル前の南武線駅入口（2013年5月）
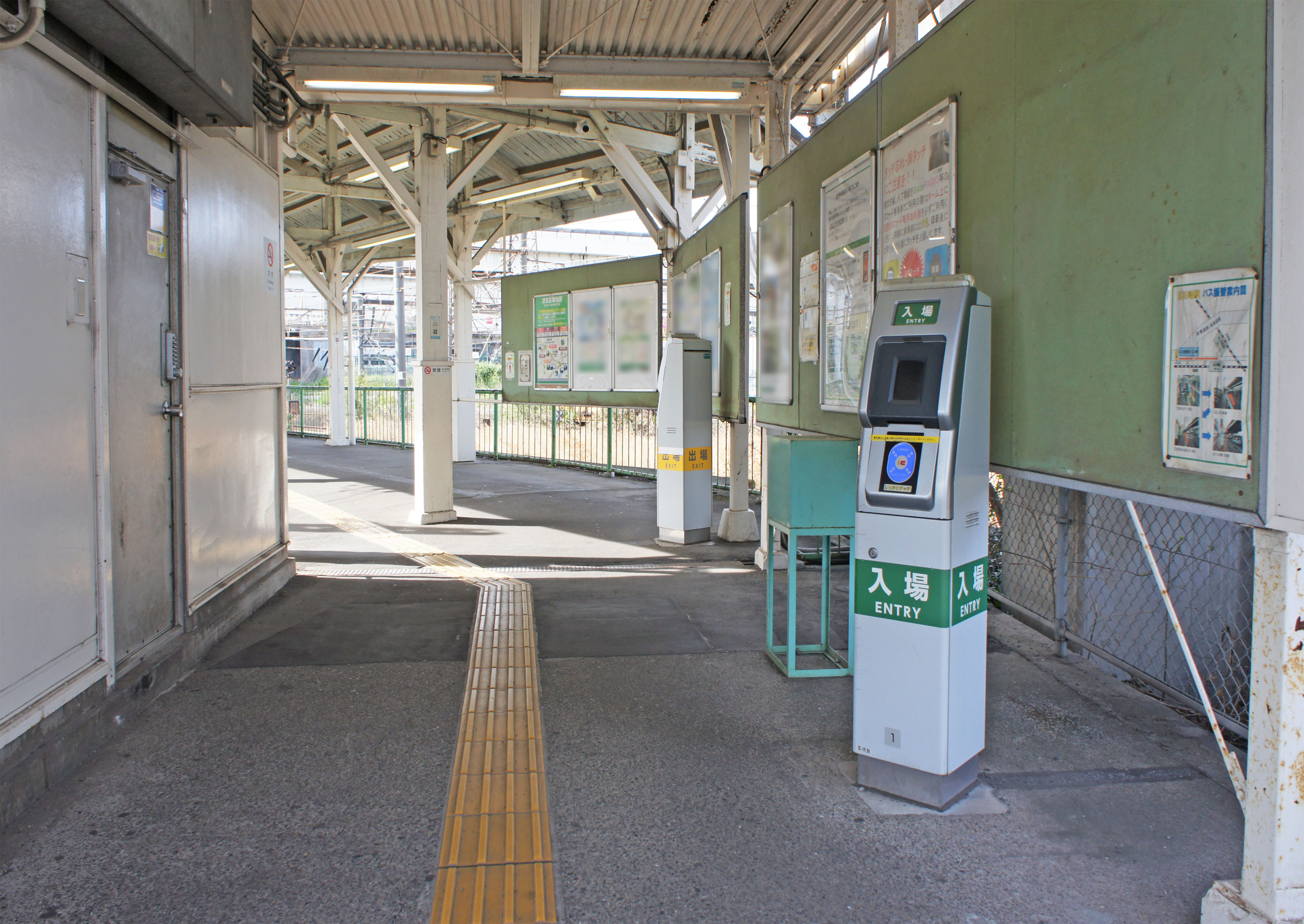
南武線改札口（2022年4月）
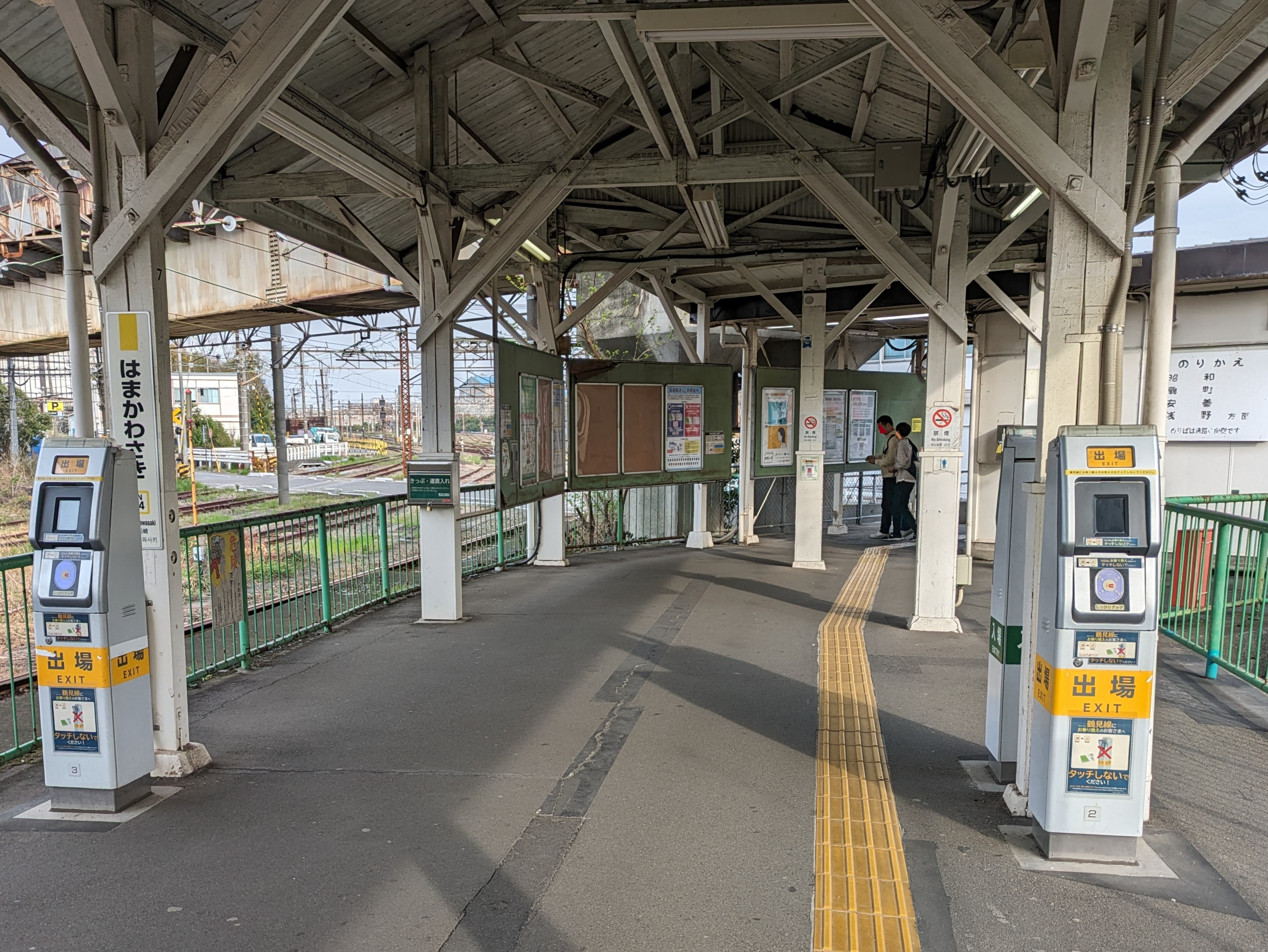
南武線改札口・出場側（2024年4月）
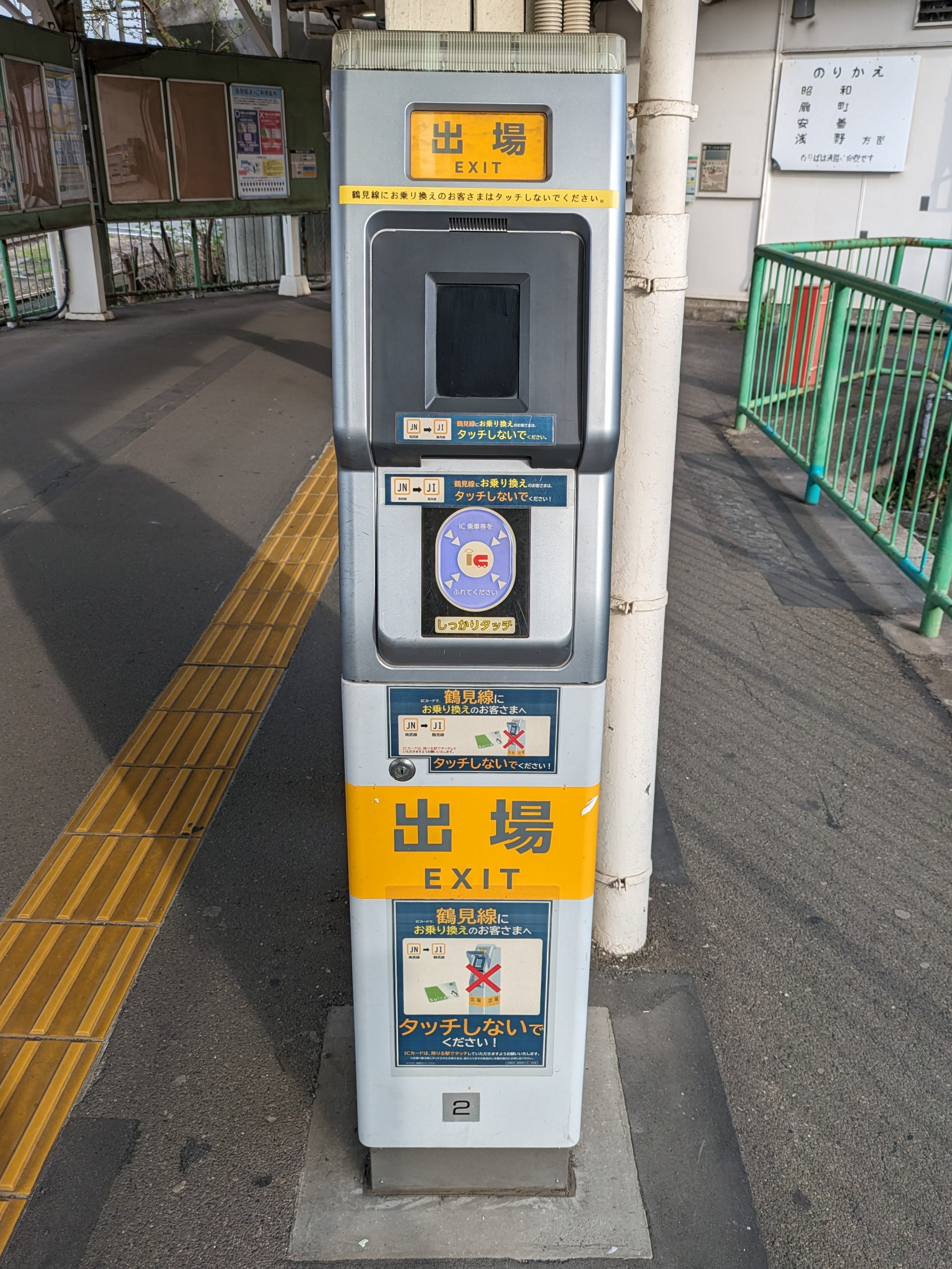
南武線出場改札機（2024年4月）
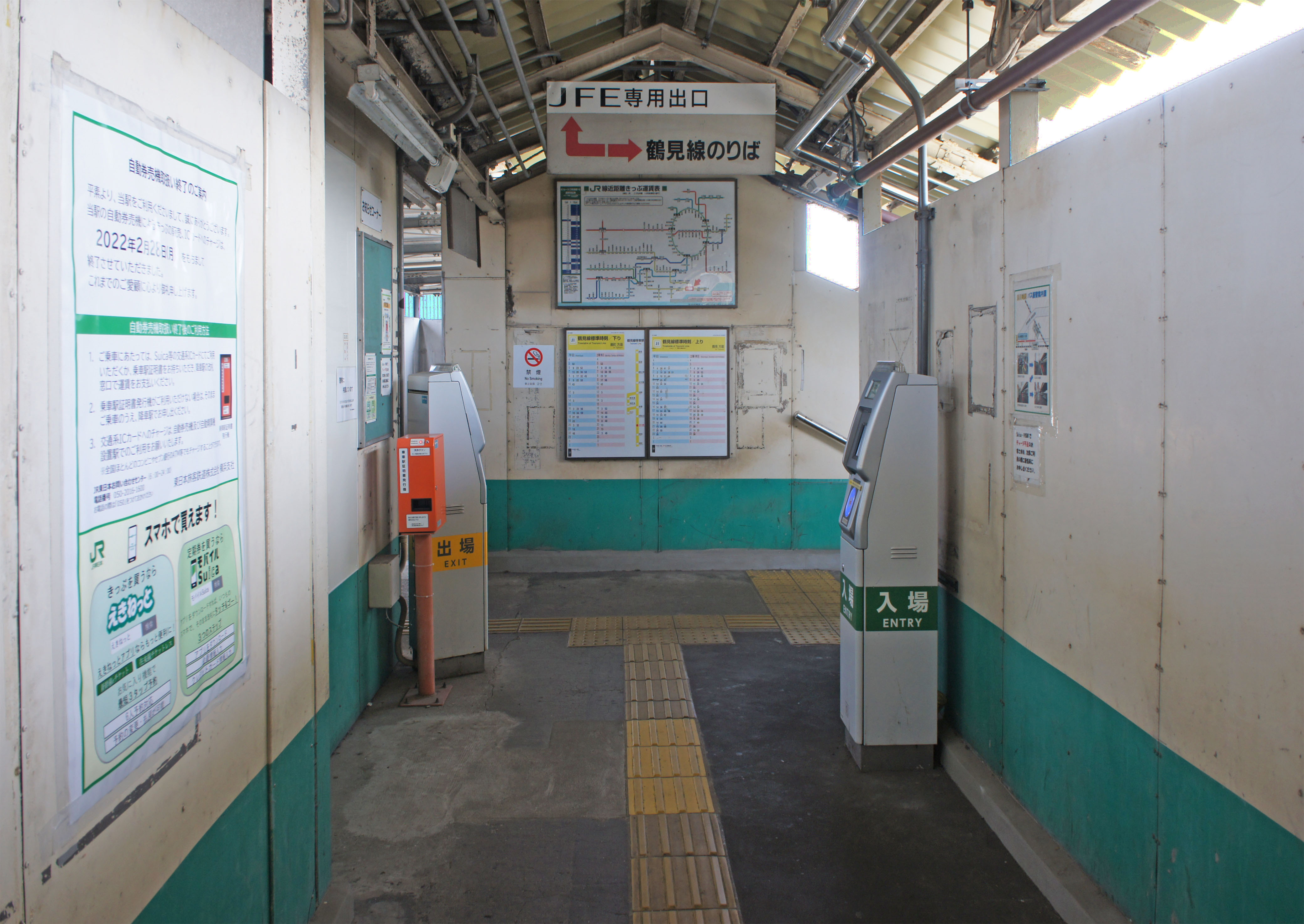
鶴見線改札口（2022年4月）
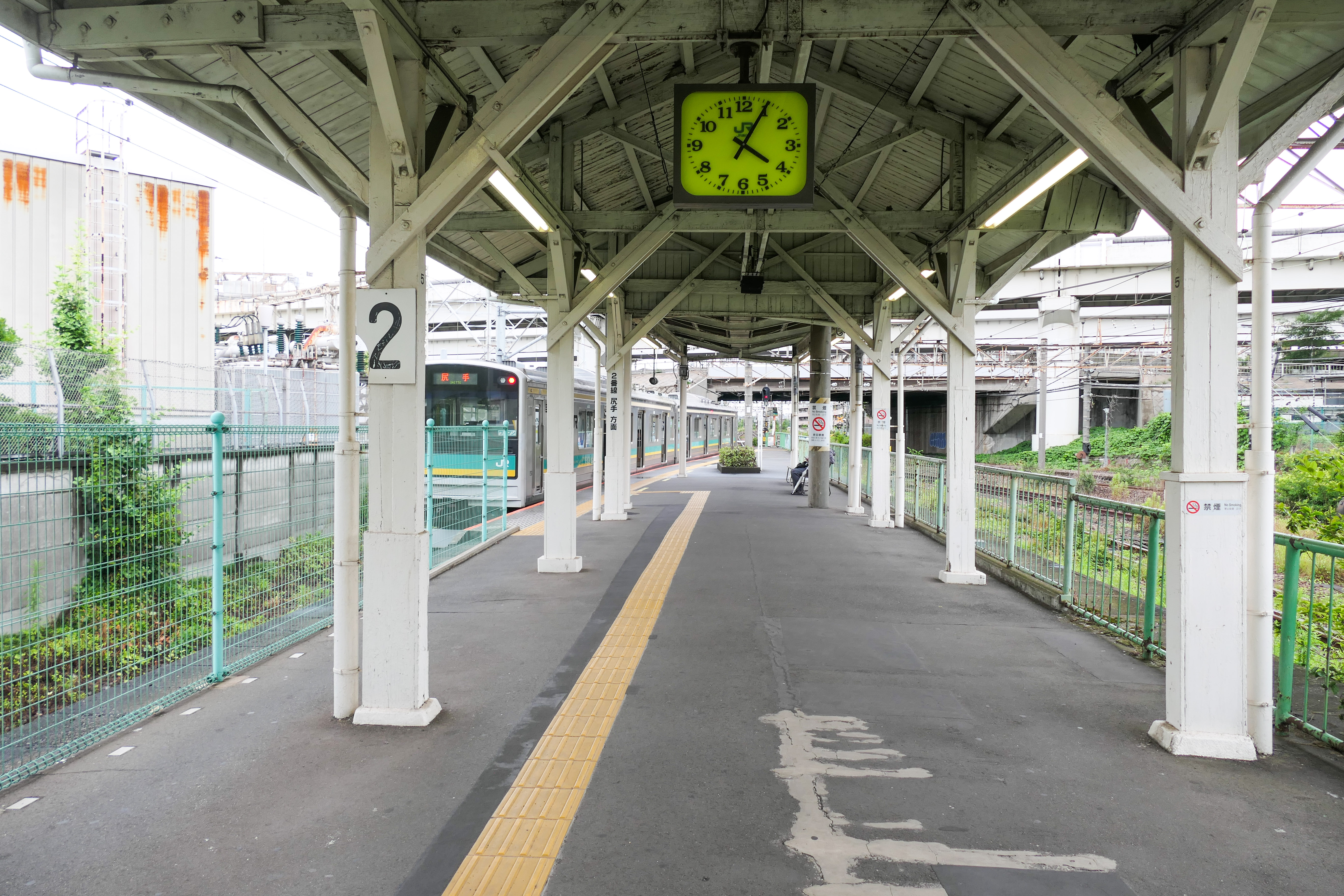
南武線ホーム 1番線は柵で封鎖されている。さらにその右の複線は東海道貨物線。（2021年6月）
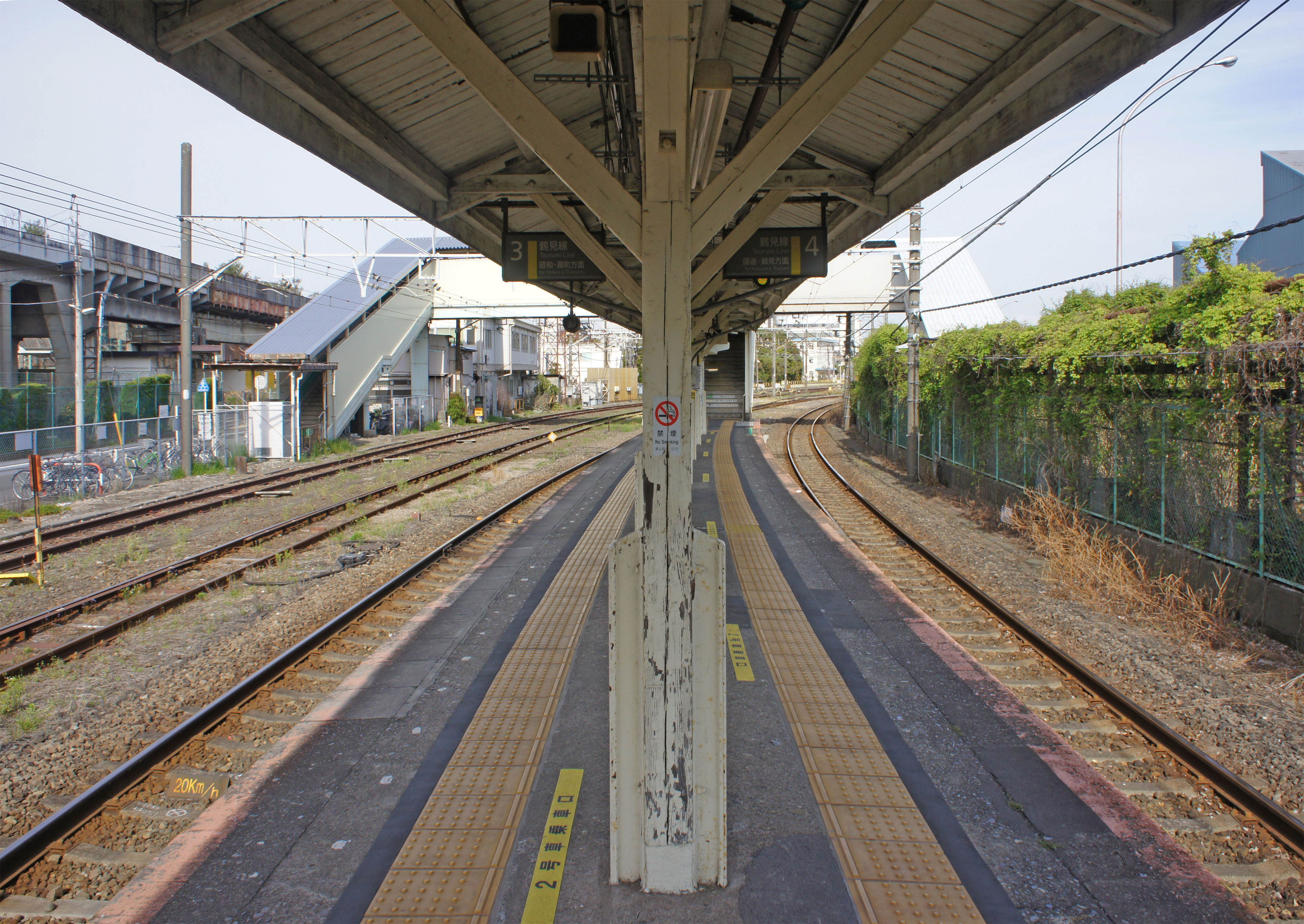
鶴見線ホーム（跨線橋左側が南武線浜川崎駅、右側がJFEスチール東日本製鉄所）（2022年4月）
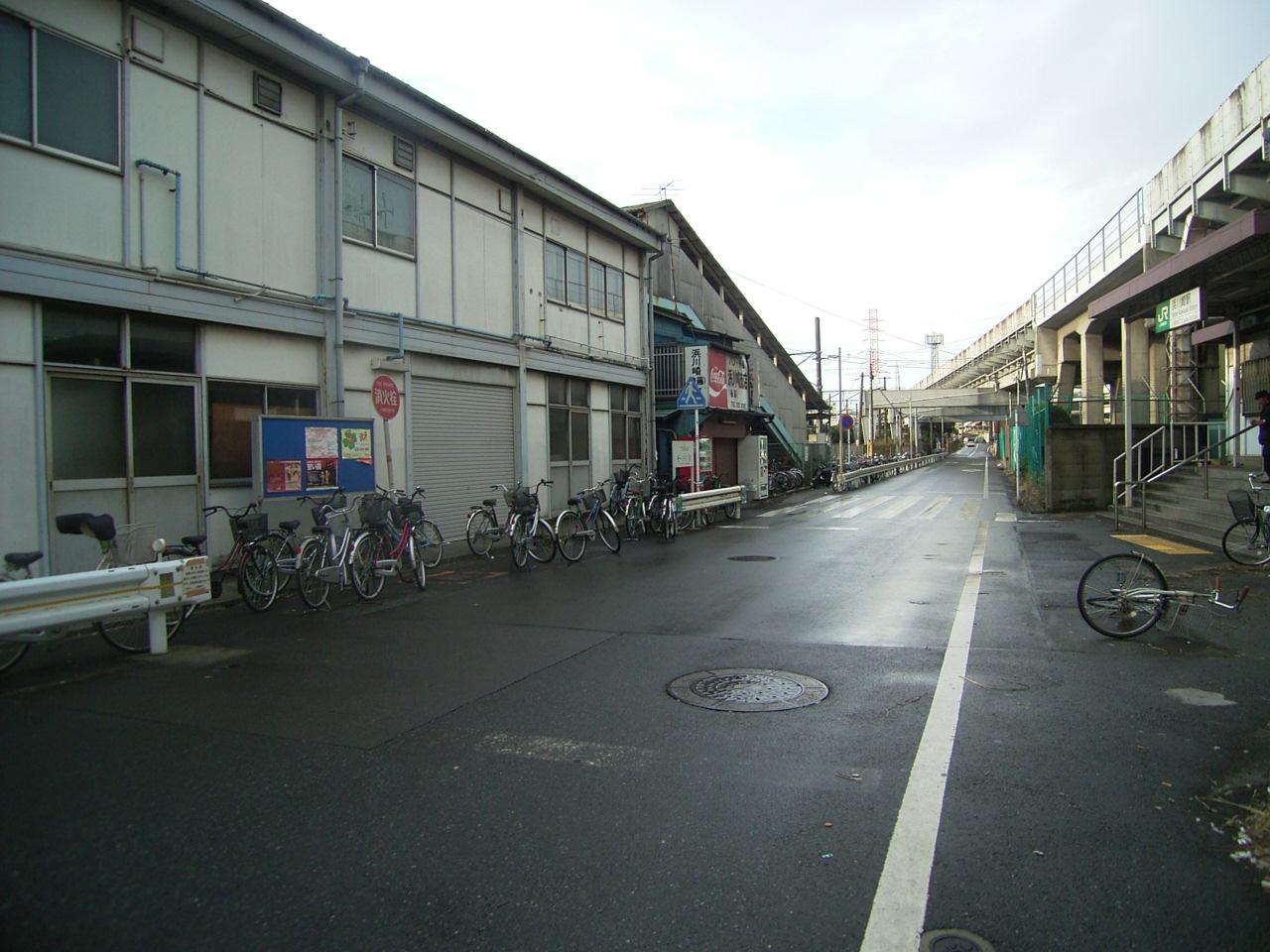
南武線と鶴見線の駅間の道路 右が南武線側の駅舎で、線路は右方向に伸びている 中央奥の階段が鶴見線の駅の入り口で、線路は道路と平行に伸びている 右上の高架はかつて塩浜操車場と安善駅方面を直接結んでいた貨物線で、廃止後も放置されている（2006年12月）
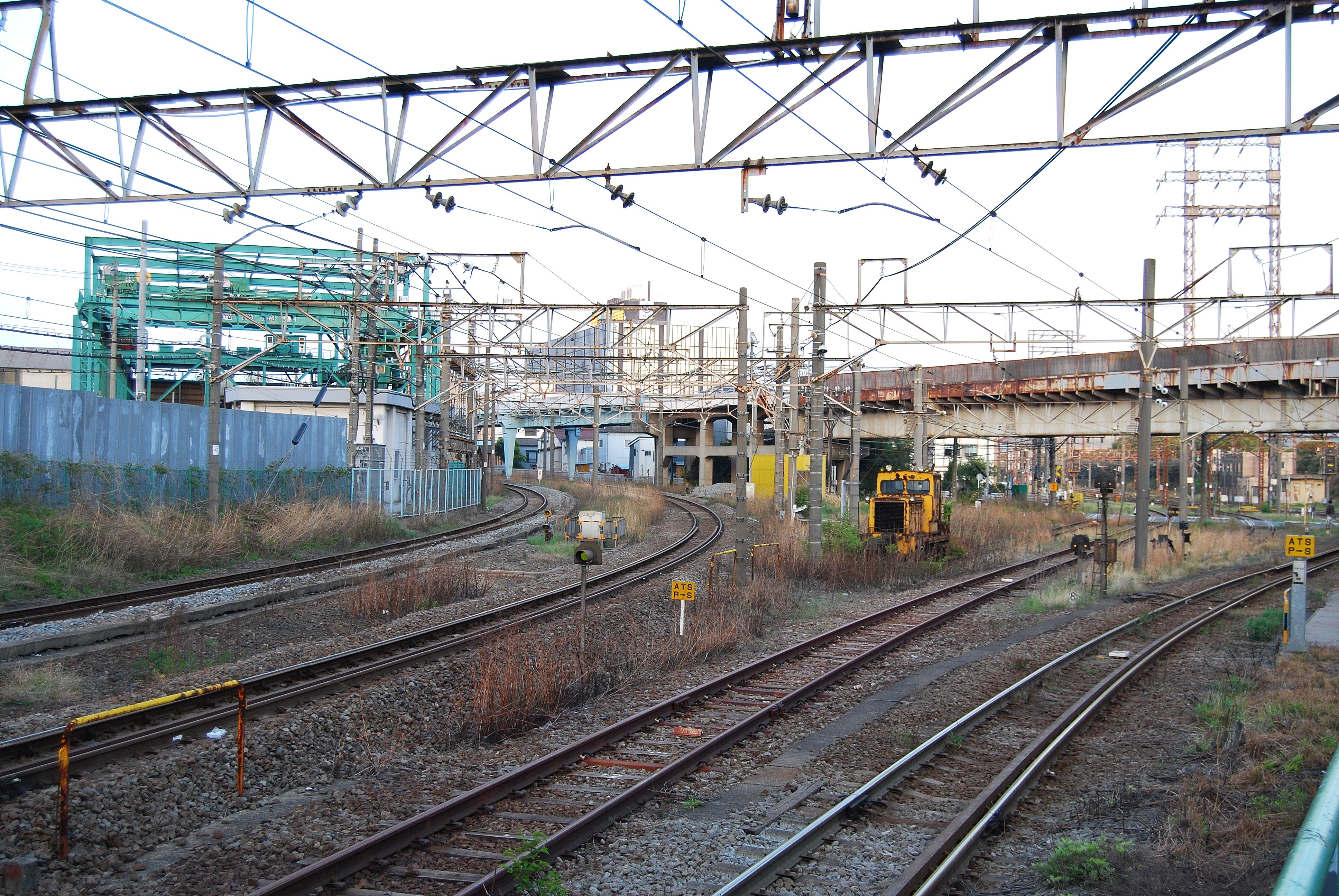
南武支線浜川崎駅 左側に曲がる路線は川崎貨物駅に繋がる東海道貨物線、右側はJR貨物浜川崎駅に繋がる線路。（2011年4月）

## 貨物駅
JR貨物の貨物駅は旅客駅の東側にあり、同社の駅員が駐在する（神奈川臨海鉄道浜川崎運輸所に委託）。専用線発着の車扱貨物を取り扱っていたが、現在は接続する専用線が無く、入換や機回し作業を行う操車場として機能している。
貨車を仕分けする仕分線がある。この仕分線は鶴見線扇町駅・安善駅方面、南武線小田栄駅方面からは直接進入できるが、東海道貨物線川崎貨物駅方面からは直接進入することができない。そのため川崎貨物駅方面から当駅に進入する貨物列車は小田栄方の引き上げ線に入った後、推進で進入する構造になっている。また、当駅から川崎貨物駅方面へ行く列車は機関車を川崎貨物駅方に連結してこの逆の手順で発車する。小田栄方の引き上げ線はそのまま着発線になっている。
1998年8月まで、第一セメント川崎工場への専用線があり、奥多摩駅から石灰石輸送貨物列車が運転されていた。またそれ以前は工場からのセメントの発送もあった。1980年代までは、駅周辺にある日本鋼管（現在のJFEスチール）製鉄所への専用線があり、鉄鋼製品などを扱っていた。また昭和電線電纜川崎工場専用線や、鶴見線昭和駅手前から分岐する東亜石油扇町工場への専用線、さらにそこから分岐し東洋埠頭川崎支店へ続く専用線も存在した。最後まで残っていた東亜石油扇町工場への専用線は、合理化による工場閉鎖に伴い、2011年9月30日の最終出荷をもって使用が停止された。

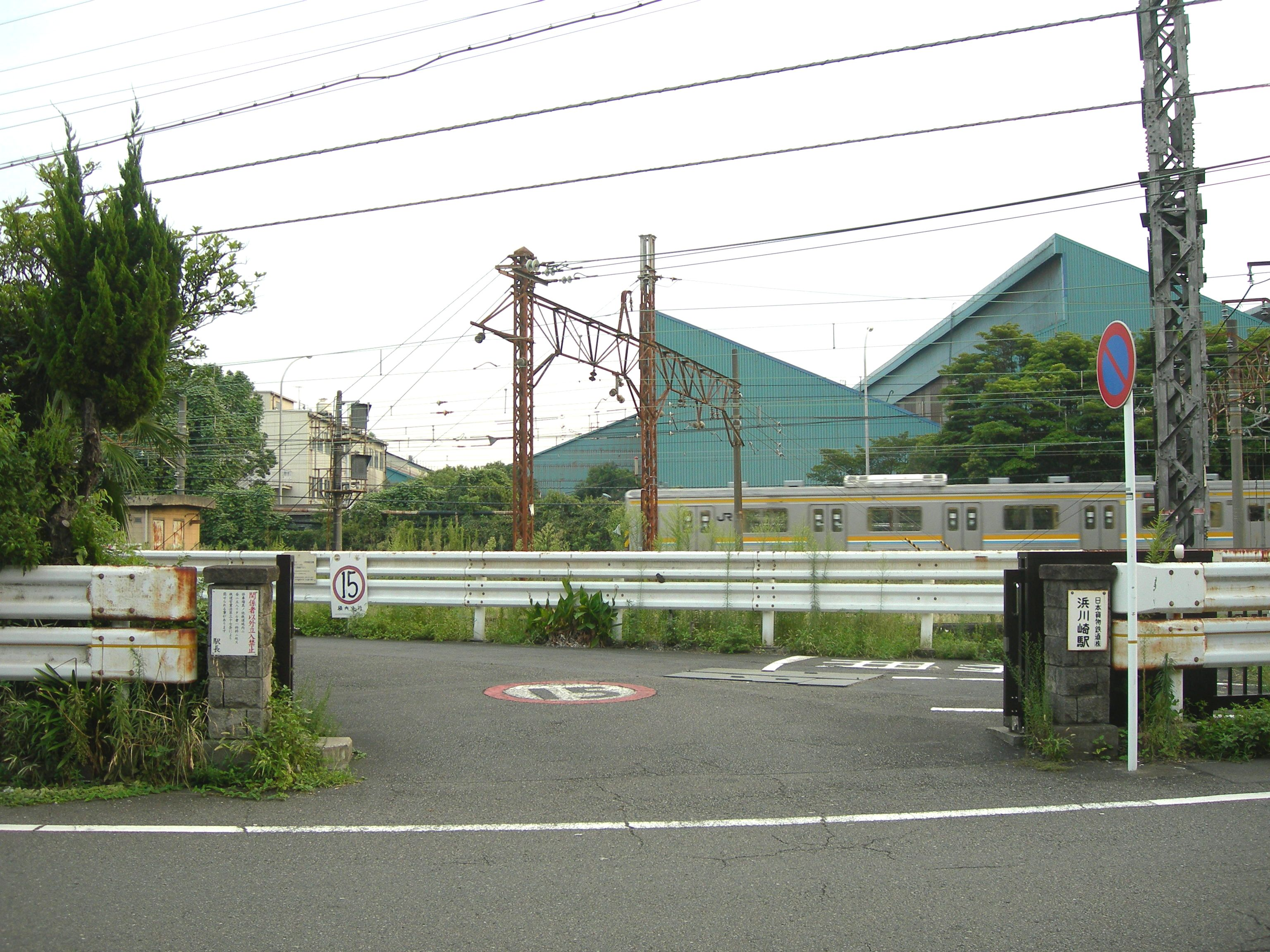
JR貨物 浜川崎駅正門（2010年9月）
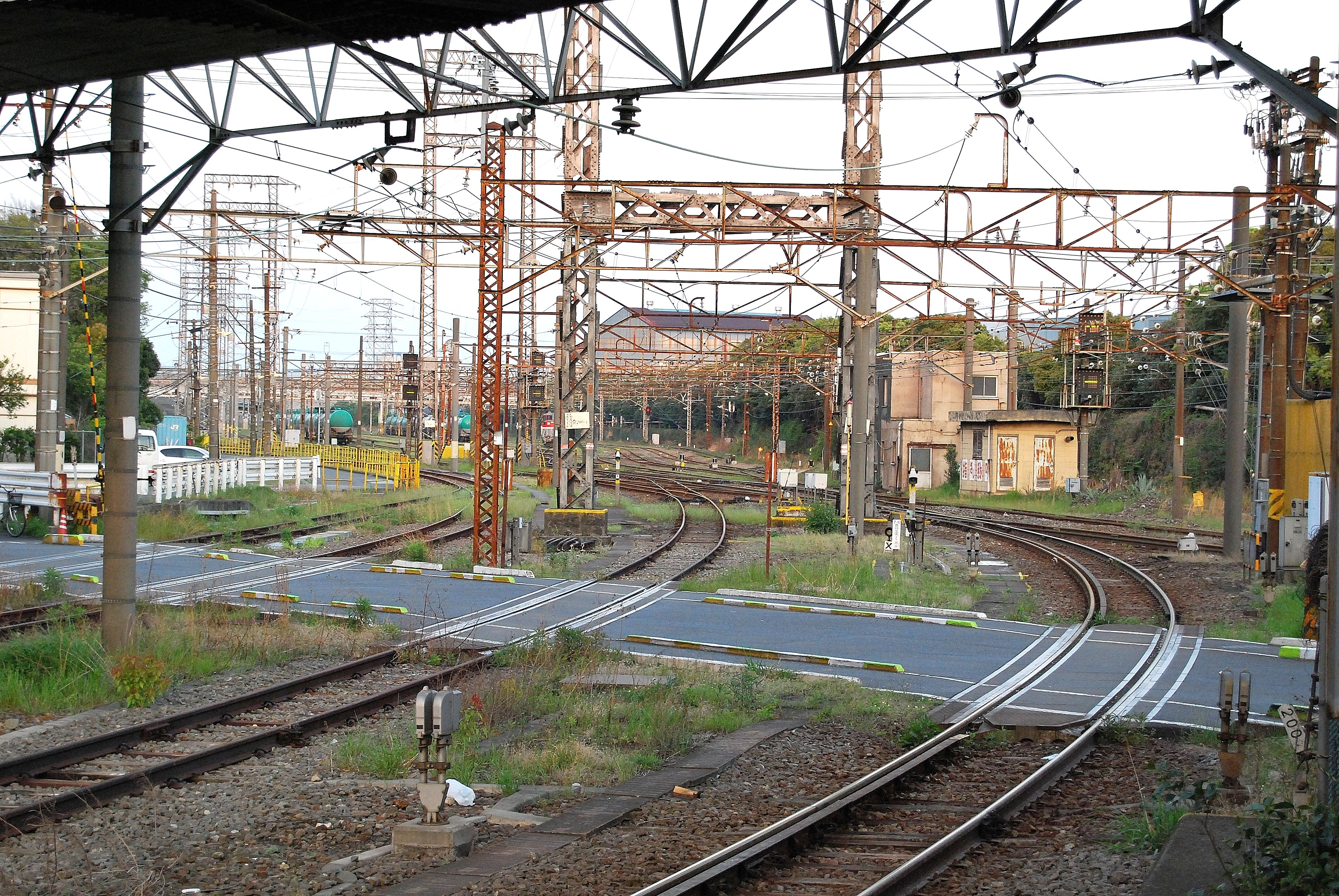
構内、奥の右側の路線は扇町まで繋がる鶴見線（2011年4月）

## 利用状況

### JR東日本
2008年度の1日平均乗車人員は2,606人である。
近年の推移は以下の通り。
| 年度               | 1日平均 乗車人員 | 出典     |
| ------------------ | ---------------- | -------- |
| 1995年（平成07年） | 2,107            |          |
| 1996年（平成08年） | 1,780            |          |
| 1997年（平成09年） | 1,739            |          |
| 1998年（平成10年） | 1,715            | [ * 1 ]  |
| 1999年（平成11年） | 1,694            | [ * 2 ]  |
| 2000年（平成12年） | 1,669            | [ * 2 ]  |
| 2001年（平成13年） | 1,697            | [ * 3 ]  |
| 2002年（平成14年） | 1,791            | [ * 4 ]  |
| 2003年（平成15年） | 1,828            | [ * 5 ]  |
| 2004年（平成16年） | 1,905            | [ * 6 ]  |
| 2005年（平成17年） | 1,996            | [ * 7 ]  |
| 2006年（平成18年） | 2,139            | [ * 8 ]  |
| 2007年（平成19年） | 2,422            | [ * 9 ]  |
| 2008年（平成20年） | 2,606            | [ * 10 ] |

※無人駅は正確な数が把握できないとして、2009年以降非公表となった。

### JR貨物
近年の年間発着トン数は下記の通り。
| 年度   | 発送トン数 | 到着トン数 | 出典   |
| ------ | ---------- | ---------- | ------ |
| 1998年 |            |            |        |
| 1999年 | 984,231    | 100,396    | [ 16 ] |
| 2000年 | 909,210    | 90,896     | [ 17 ] |
| 2001年 | 818,530    | 81,570     | [ 18 ] |
| 2002年 | 785,374    | 77,348     | [ 19 ] |
| 2003年 | 705,684    | 67,384     | [ 20 ] |
| 2004年 | 691,246    | 67,444     | [ 21 ] |
| 2005年 | 635,161    | 61,540     | [ 22 ] |
| 2006年 | 622,183    | 59,856     | [ 23 ] |
| 2007年 | 595,276    | 56,356     | [ 24 ] |
| 2008年 | 502,851    | 47,676     | [ 25 ] |
| 2009年 | 420,707    | 39,552     | [ 26 ] |
| 2010年 | 442,861    | 41,396     | [ 27 ] |
| 2011年 | 175,375    | 16,356     | [ 28 ] |
| 2012年 |            |            |        |
| 2013年 |            |            |        |
| 2014年 | 32         | 32         | [ 29 ] |
| 2015年 |            |            |        |

## 駅周辺
- JFEスチール東日本製鉄所京浜地区
- 介護老人保健施設・葵の園・川崎
- イトーヨーカドー川崎店（旧エスパ川崎店）
- 川崎市役所田島支所
- 川崎市立渡田小学校
- 川崎市立臨港中学校
- 川崎市立田島支援学校
- 川崎市南部防災センター
- 川崎港郵便局
- 川崎渡田郵便局
- セメント通り - コリアタウン[30]

## バス路線
| 運行事業者       | 方向       | 系統・行先                                    | 備考                                               |
| 浜川崎駅前       | 浜川崎駅前 | 浜川崎駅前                                    | 浜川崎駅前                                         |
| ---------------- | ---------- | --------------------------------------------- | -------------------------------------------------- |
| 川崎鶴見臨港バス | 西方向     | 川24：鋼管循環 / ダイエー川崎プロセスセンター | ダイエー川崎プロセスセンター行きは1日朝2本のみ運行 |
| 川崎鶴見臨港バス | 東方向     | 川24：川崎駅前 / 浜川崎営業所                 |                                                    |
| 浜川崎営業所     |            |                                               |                                                    |
| 川崎鶴見臨港バス | －         | 川24：川崎駅前                                | 急行便は平日夕方のみ運行                           |
| JFE前            |            |                                               |                                                    |
| 川崎鶴見臨港バス | 西方向     | 川24：川崎駅前 / ダイエー川崎プロセスセンター | ダイエー川崎プロセスセンター行きは1日朝2本のみ運行 |
| 川崎鶴見臨港バス | 北北西方向 | 川24：川崎駅前                                | 急行便は平日夕方のみ運行                           |
| 川崎市交通局     | 北西方向   | 川40：川崎駅前                                |                                                    |
| 川崎市交通局     | 西方向     | 川40：塩浜営業所前 / 水江町                   |                                                    |

## 隣の駅
東日本旅客鉄道（JR東日本）
東海道本線貨物支線
川崎貨物駅 - 浜川崎駅
 南武線支線（浜川崎支線）
小田栄駅 (JN 53) - 浜川崎駅 (JN 54)
 鶴見線
武蔵白石駅 (JI 07) - 浜川崎駅 (JI 08) - 昭和駅 (JI 09)